# 회색홀쭉이로리스
회색홀쭉이로리스 (Loris lydekkerianus)는 로리스과에 속하는 영장류의 일종이다. 인도와 스리랑카에서 발견된다. 자연 서식지는 아열대 또는 열대의 건조한 숲과 아열대 또는 열대의 습한 저지대 숲이다. 서식지 감소에 의해 멸종 위험에 처해 있다. 예전에는 Loris tardigradus lydekkerianus와 같이 아종으로 간주하였으나 현재는 스리랑카에서 발견된 종을 독립된 종 Loris tardigradus로 명명하고 있다. 이 종은 몇 곳의 지리적으로 분리된 아종으로 나뉜다.
인도의 아종:
- 말라바르회색홀쭉이로리스(Loris lydekkerianus malabaricus) - 인도의 서가트 내에서 발견된다.
- 마이소르회색홀쭉이로리스(Loris lydekkerianus lydekkerianus) - 마이소르 남부 평원과 동가트 내의 타밀 나두에까지 걸쳐서 발견된다.[3]

스리랑카 개체군 :
- 북부실론홀쭉이로리스(Loris lydekkerianus nordicus)
- 고지대홀쭉이로리스(Loris lydekkerianus grandis)
- 실론산홀쭉이로리스(Loris lydekkerianus nycticeboides)

## 습성
다른 로리스처럼, 이들도 야행성 동물이어서 해질 무렵이 되어야 겨우 자신의 보금자리 구멍에서 빠져 나온다. 이들은 대부분 벌레를 잡아먹는 식충 동물이다. 인도 동남부에서, 이 종은 아카시아와 타마린드 군락지 숲 또는 경작지 근처의 덤불 속에서 발견된다. 수컷은 암컷보다 더 넓은 지역을 차지한다. 이들은 흔히 홀로 있거나 쌍으로 있는 모습이 보이지만, 여럿이 모여 있는 것은 흔치 않다. 그러나 최근에 태어난 새끼와 그 전에 태어난 새끼들까지 포함하여 6마리까지는 보금자리 안에 모여 있을 수는 있다. 눈에 보이는 범위 내에서 서로 신호를 보내며, 오줌과 냄새로 표지로 사용하기도 한다.